# Skalní potok (přírodní rezervace)
Skalní potok je přírodní rezervace poblíž obce Vrbno pod Pradědem v okrese Bruntál. Přírodní rezervací protéká stejnojmenný potok, který je levostranným přítokem Střední Opavy. Oblast spravuje AOPK ČR Správa CHKO Jeseníky.
Důvodem ochrany je zvláštní ochrana lesních porostů v 5. a 6. lesním vegetačním stupni, z nichž některé se přibližují přirozené struktuře lesa, nebo mají až pralesovitý charakter. Výskyt vzácných ptačích druhů. Raritou je jediný zachovalý exemplář tisu červeného (Taxus baccata) v chráněné krajinné oblasti Jeseníky.